# Iglesia de San Marino
La iglesia de San Marino es una iglesia católica en Pavía, Lombardía.

## Historia
La iglesia fue fundada por el rey lombardo Astolfo, que depositó numerosas reliquias de santos (incluyendo las de los santos Marino y León) secuestrados de Roma y que, después de su muerte, fueron enterrados en la iglesia.
Entre las reliquias conservadas hay que mencionar también el cuerpo de San Vito, que en 1355 el emperador Carlos IV lo hizo transportar a la catedral de Praga.
En el presbiterio de la iglesia se encuentra un fragmento de una inscripción del siglo VIII que menciona Gisulfo y algunos fragmentos de bajorrelieves de la época lombarda.
Junto a la iglesia se construyó un monasterio benedictino, documentado al menos desde 881. A finales del siglo XI el monasterio pasó a la dependencia de la congregación francesa de la Chaise-Dieu de Clermont-Ferrand. La institución obtuvo numerosos privilegios y bazas de los reyes Carolinianos y otonianos y luego del emperador Federico Barbarroja, que concedió al monasterio un diploma en 1155 con el que se confirmaron numerosas posesiones en el monasterio, principalmente en los territorios de Lecco, Bérgamo y Ottobiano.
Es precisamente en estos años que el edificio fue remodelado en formas románicas y dotado de un campanario, conservando la mayor parte de los muros de recinto de la iglesia de principios de la Edad Media, así como una parte de la fachada (en la que todavía se pueden ver los arcos ciegos y algunas aberturas) y el ábside. En 1281 el monasterio pasó a los dominicos, que lo conservaron hasta 1304, cuando se instalaron en la iglesia vecina de San Tommaso. Ese mismo año, los benedictinos retomaron la posesión del monasterio, que conservaron hasta 1481, fecha en la que los Jerónimos tomaron el relevo de los benedictinos y, durante el siglo XVI, la iglesia y el monasterio fueron sometidos a importantes trabajos de reconstrucción. El monasterio, que controlaba en el siglo XVIII numerosas propiedades agrícolas, especialmente alrededor de la ciudad y en la región de Pavía, fue suprimido en 1799.

## Arquitectura

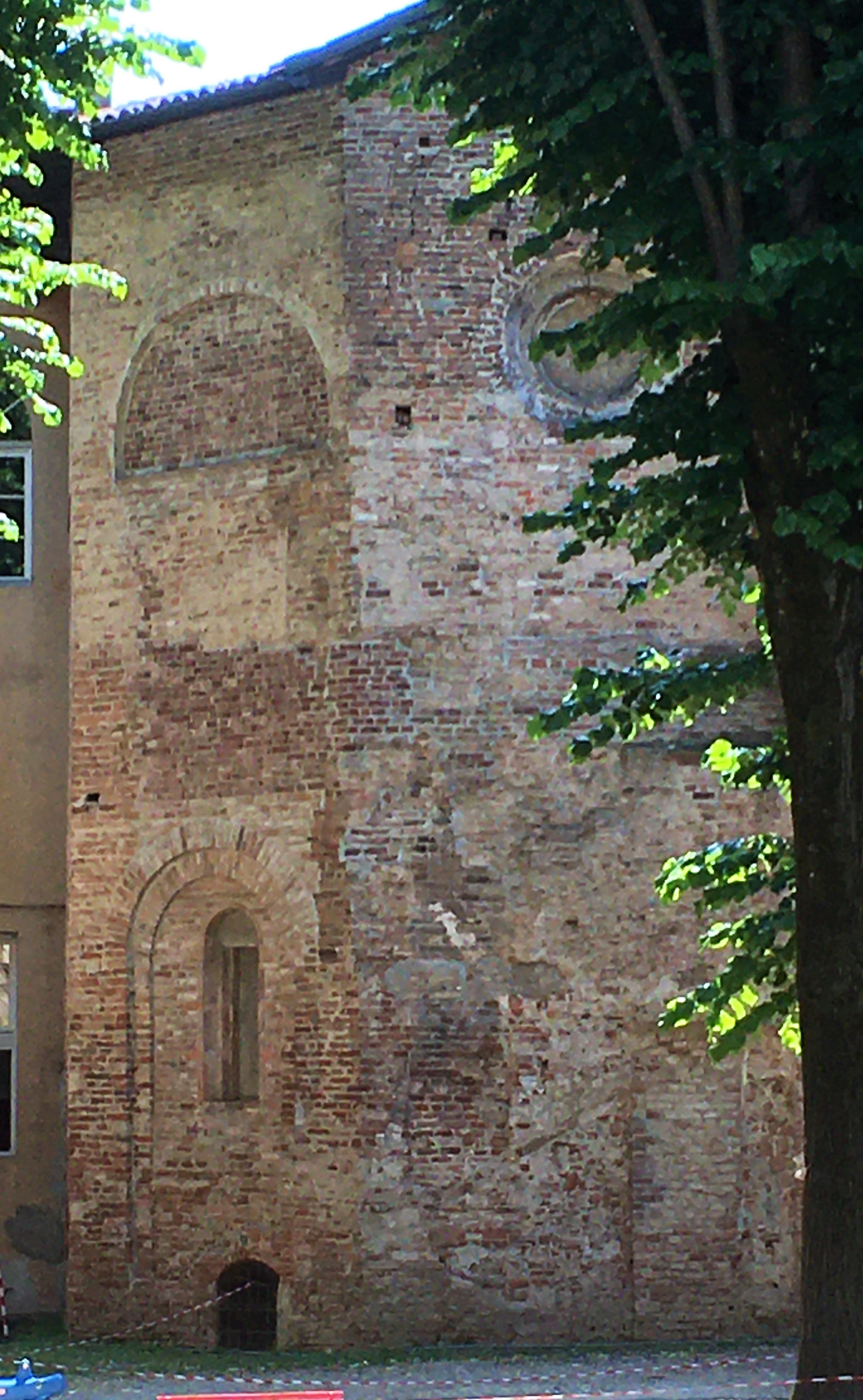
El ábside de principios de la Edad Media (con modificaciones en los siglos XII y XVI).

El interior de la iglesia, en gran parte reformado entre los siglos XVI y XVII, cuando la antigua organización planimétrica en tres naves cedió el lugar a una nave con capillas laterales, conserva sin embargo restos de frescos del siglo XIII.
La primera capilla de la derecha está dedicada a San Expedi y presenta frescos pintados en la primera década del siglo XVI por Bernardino de Rossi, mientras que la primera capilla de la derecha, que era la capilla de la corporación de orfebres, estaba dedicada a San Eloi de Noyon y siempre fue refrescada en el siglo XVI. En cambio, las obras del Renacimiento son más importantes, como las sillerías de madera del coro del siglo XV (de la iglesia de San Tommaso), el órgano, obra de los Antegnati de 1517 y el retablo mayor de Giampietrino fechado en 1521 y hoy depositado en el Palacio Episcopal.